# 케미컬뉴스

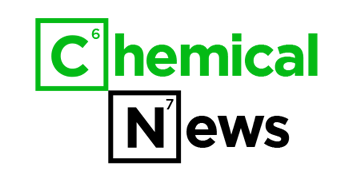
케미컬뉴스 로고

케미컬뉴스(ChemicalNews)는 생활화학, 식품, 의약, 건강, 연구, 산업의 소식뿐만 아니라 기본적인 시민과 소비자, 노동 환경 속 건강 위해 요소와 예방을 위해 관련 정보를 취재 전달하는 전문매체로 2017년 시작했다. 생활밀착형 종합경제 미디어로 구글, 네이버, 카카오, 네이트, MSN, 줌 등 포털과 미국 다우존스에 뉴스를 제공하고 있다. 2024년 2월 <포인트경제>로 제호가 변경되어 서비스되고 있다.

### 연혁
- 2023 MSN 뉴스콘텐츠 제휴
- 2023 호남지역 취재본부 구축
- 2022 독자 보상 서비스 시범 적용
- 2021 포털 NAVER 뉴스 검색제휴
- 2021 포털 KAKAO 뉴스 검색제휴
- 2021 미국 다우존스(DOWJONES)와 글로벌 뉴스공급 계약 체결
- 2021 노동환경건강연구소 ‘직업성·환경성 암환자찾기119’ 캠페인 참여
- 2020 포털 ZUM 뉴스콘텐츠 제휴 계약 체결
- 2020 화학산업 플랫폼 ‘켐녹’과 MOU 체결
- 2020 포털 NATE 뉴스콘텐츠 제휴 계약 체결
- 2020 감염병 보도준칙 실천 서약
- 2020 한국저작권보호원 ‘저작권안심‘ 사이트 공식 지정
- 2020 코로나19 대응 해외통신원 위촉 및 보도활동 개시(미국 시카고, 프랑스 아노네, 일본 도쿄 등)
- 2019 ‘뉴스픽’ 뉴스콘텐츠 제휴 및 기사 공급
- 2019 ‘생리대 유해물질 파동’ 관련 국감 자료 채택 및 자문역 수행
- 2019 인터넷신문위원회 자율심의준수 서약
- 2018 Google News stand 제휴
- 2018 케미컬뉴스 ‘취재윤리강령‘ 실천 선포
- 2018 Google News 제휴
- 2017 Scholar 자문단 구성
- 2017 케미컬뉴스 창간